# Mettet
Mettet är en kommun i Belgien.   Den ligger i provinsen Namur och regionen Vallonien, i den centrala delen av landet, 60 km söder om huvudstaden Bryssel. Antalet invånare är 12 623.
Trakten runt Mettet består till största delen av jordbruksmark. Runt Mettet är det ganska tätbefolkat, med 60 invånare per kvadratkilometer.